# Louis Thiroux de Crosne
Louis Marie Thiroux de Crosne (Parigi, 14 luglio 1736 – Parigi, 28 aprile 1794) è stato un politico, magistrato e nobile francese.

## Biografia
Figlio di Louis-Lazare Thiroux d'Arconville, presidente della camera delle inchieste del parlamento di Parigi e di sua moglie, Marie-Geneviève-Charlotte Thiroux d'Arconville, Louis nacque a Parigi nel 1736. Il 24 gennaio 1763, sposò Anne-Adelaide Angelique de la Michodière (1745-1812), figlia primogenita di Jean-Baptiste-François de Michodière, conte d'Hauteville e consigliere di stato, e di sua moglie Anne Luthier St. Martin. Il loro unico figlio, Jean-Charles-Amédée Thiroux Arconville (1778–1835) sposò Marie Louise Mayou Aulnoy.
De Crosne divenne consigliere al parlamento di Parigi dal 20 agosto 1758, e quindi maître des requêtes dal 13 luglio 1761, dimettendosi nel 1773. Nominato assistente alla generalità di Rouen nel 1767, rimpiazzò suo padre nell'incarico nel 1768. Venne nominato primo presidente del consiglio supremo creato da Maupeou a Rouen nel 1771. Nel 1777 venne nominato intendente per la Lorena ed il Barrois a Metz.
Tornò a Rouen nel 1778 e vi rimase sino al 30 luglio 1785. Nominato luogotenente generale della polizia di stato per decisione del consiglio di stato del 30 luglio 1785, succedette a Lenoir in quell'incarico l'11 agosto 1785, e vi rimase sino allo scoppio della Rivoluzione francese. Supervisionò durante quell'incarico la ripulitura delle catacombe di Parigi, fece rimuovere le case che sin dall'epoca medievale assiepavano alcuni ponti parigini e si occupò di trovare una sistemazione per i poveri per evitare il vagabondaggio e le elemosine. Si dimise rimettendo la carica nelle mani di Jean Sylvain Bailly (1736–1793), presidente dell'assemblea nazionale, il 17 luglio 1789 e si ritirò nella sua abitazione in Rue Neuve des Capucines.
Emigrato in Inghilterra, tornò a Parigi e venne rinchiuso con la madre a Picpus nel 1792, e dopo due anni giustiziato a mezzo ghigliottina durante il regno del Terrore, il 28 aprile 1794. Il giorno successivo il Journal de Paris annunciò la sua condanna per "complotto e cospirazione contro la libertà, la sicurezza e la sovranità del popolo francese."